# San Rafael de Orituco (paroisse civile)
Pour les articles homonymes, voir San Rafael et Orituco.
San Rafael de Orituco est l'une des sept paroisses civiles de la municipalité de José Tadeo Monagas dans l'État de Guárico au Venezuela. Sa capitale est San Rafael de Orituco.

## Géographie

### Démographie
Hormis sa capitale San Rafael de Orituco, la paroisse civile comporte plusieurs localités, dont :
- San José
- San Rafael de Orituco